# Lina Stančiūtė
Lina Stančiūtė (ur. 7 lutego 1986 w Wilnie) – litewska tenisistka.
W rozgrywkach zawodowych zadebiutowała w lutym 2002 roku, biorąc udział, dzięki dzikiej karcie, w niewielkim turnieju ITF w Kownie. Wygrała tam kwalifikacje i w turnieju głównym doszła do półfinału. W tym samym roku zagrała jeszcze w kilku podobnych turniejach, między innymi w Gdyni, gdzie w drugiej rundzie turnieju głównego przegrała z Martą Domachowską. W 2003 roku wygrała swój pierwszy turniej w Martina Franca, pokonując w finale Chorwatkę Dariję Jurak. W sumie, do końca 2010 roku, wygrała cztery turnieje singlowe i trzy deblowe rangi ITF.
W 2005 roku wzięła udział w kwalifikacjach do turnieju WTA w Pradze, ale odpadła w drugiej rundzie, przegrywając z Meilen Tu. Znacznie lepiej poszło jej w Stambule, gdzie wygrała kwalifikacje i zagrała w turnieju głównym. Swój udział zakończyła na pierwszej rundzie, przegrywając z Emmanuelle Gagliardi. W tym samym roku zagrała też w kwalifikacjach do turnieju wielkoszlemowego US Open, ale przegrała w pierwszym meczu z Angeliką Bachmann. W 2009 roku wygrała pierwszy mecz w kwalifikacjach do US Open, pokonując Jessicę Moore i było to jej największe osiągnięcie w historii startów w Wielkim Szlemie.
Wielokrotnie reprezentowała też swój kraj w rozgrywkach Pucharu Federacji.

## Wygrane turnieje rangi ITF
| turnieje z pulą nagród 100 000 $ |
| turnieje z pulą nagród 75 000 $  |
| turnieje z pulą nagród 50 000 $  |
| turnieje z pulą nagród 25 000 $  |
| turnieje z pulą nagród 15 000 $  |
| turnieje z pulą nagród 10 000 $  |

### Gra pojedyncza
|    | Data       | Turniej        | Kat. | ($)    | Naw.   | Finalistka        | Wynik              |
| 1. | 17/08/2003 | Martina Franca | ITF  | 25 000 | ziemna | Darija Jurak      | 6:7, 7:6, 2:1 ret. |
| 2. | 10/10/2004 | Lafayette      | ITF  | 25 000 | ziemna | Karolina Kosińska | 3:6, 6:3, 7:5      |
| 3. | 23/07/2006 | Zwevegem       | ITF  | 25 000 | ziemna | Lenka Wienerova   | 6:1, 6:2           |
| 4. | 19/06/2011 | Charków        | ITF  | 25 000 | ziemna | Sopia Szapatawa   | 6:2, 6:1           |